# Kleingebiet Gödöllő
Das Kleingebiet Gödöllő (ungarisch Gödöllői kistérség) war bis Ende 2012 eine ungarische Verwaltungseinheit (LAU 1) im Osten des Komitats Pest in Mittelungarn. Das Kleingebiet tangierte im Südwesten die Hauptstadt Budapest. Im Zuge der Verwaltungsreform gelangten Anfang 2013 alle 12 Ortschaften in den nachfolgenden Kreis Gödöllő (ungarisch Gödöllői járás), der zusätzlich noch um drei Ortschaften aus den Kleingebieten Veresegyház und Dunakeszi erweitert wurde.
Ende 2012 lebten auf einer Fläche von 380,87 km² 109.992 Einwohner. Die Bevölkerungsdichte war die vierthöchste im Komitat (289 Einwohner/km²).
Der Verwaltungssitz befand sich in der Stadt Gödöllő (32.792 Ew.). Drei weitere Ortschaften besaßen ebenso das Stadtrecht: Pécel (15.123 Ew.), Kistarcsa (12.046 Ew.) und Isaszeg (11.210 Ew.). Kerepes, Csömör und Valkó waren drei Großgemeinden (ungarisch nagyközség). Sie hatten zusammen mit den 5 Gemeinden (ungarisch község) eine durchschnittliche Einwohnerzahl von 4.853 (auf je 26,18 km²). 

## Ortschaften
| Csömör    | Dány       | Gödöllő | Isaszeg | Kerepes        |
| Kistarcsa | Nagytarcsa | Pécel   | Szada   | Vácszentlászló |
| Valkó     | Zsámbok    |         |         |                |